# Tinker Tailor Soldier Spy (film)
Tinker Tailor Soldier Spy is een Frans-Brits-Duitse film uit 2011 onder regie van Tomas Alfredson. De film is gebaseerd op de roman Tinker, Tailor, Soldier, Spy (1974) van John le Carré. De hoofdrollen worden vertolkt door Gary Oldman, Colin Firth, Tom Hardy, Benedict Cumberbatch en John Hurt.

## Plot
De film gaat over de ontmaskering van een Russische dubbelagent in de directie van de Britse Secret Intelligence Service.

## Rolverdeling
- Gary Oldman als George Smiley, "Beggarman"
- Colin Firth als Bill Haydon, "Tailor"
- Tom Hardy als Ricki Tarr
- Mark Strong als Jim Prideaux
- Ciarán Hinds als Roy Bland, "Soldier"
- Benedict Cumberbatch als Peter Guillam
- David Dencik als Toby Esterhase, "Poorman"
- Simon McBurney als Oliver Lacon
- Toby Jones als Percy Alleline, "Tinker"
- John Hurt als Control
- Kathy Burke als Connie Sachs

## Ontvangst
De film deed het goed in de zalen en was drie weken lang de best verdienende film in de Britse zalen. Ook onder critici werd de film goed ontvangen, als spannend, intelligent, complex, fascinerend en ingetogen. De film kreeg drie nominaties voor de Oscars en werd bekroond met de BAFTA-Award voor beste film.